# Мушмуле са најлепшим жељама
„Мушмуле са најлепшим жељама” је југословенски ТВ филм из 1977. године. Режирао га је Зоран Сарић а сценарио је написао Радомир Смиљанић.

## Улоге
| Глумац               | Улога |
| -------------------- | ----- |
| Миодраг Андрић       |       |
| Александар Хрњаковић |       |
| Владислав Матић      |       |
| Никола Милић         |       |